# Elier Ramírez Cañedo
Elier Ramírez Cañedo (L'Avana, 1982) è un politico e storico cubano, deputato dell'Assemblea nazionale del potere popolare e membro del Partito Comunista di Cuba.

## Biografia
Elier Ramírez Cañedo è stato dal 2005 al 2006 presidente della Federazione Studentesca Universitaria presso l'Università dell'Avana, presso la quale si laurea in Storia proprio nel 2006. Nel 2008 ottiene un master in Storia Contemporanea, con specializzazione nelle Relazioni Internazionali, e nel 2011 diventa dottore in Scienze Storiche.
Nel 2018 viene eletto deputato dell'Assemblea nazionale del potere popolare.
È membro, oltre che del PCC, dei Comitati di Difesa della Rivoluzione e della Centrale dei Lavoratori di Cuba. Fa parte del Consiglio Scientifico dell'Istituto di Storia di Cuba e del Tribunale Nazionale dei Dottorati in Scienze Politiche, ed è membro dell'Accademia di Storia di Cuba.